# Laurindo Rabelo

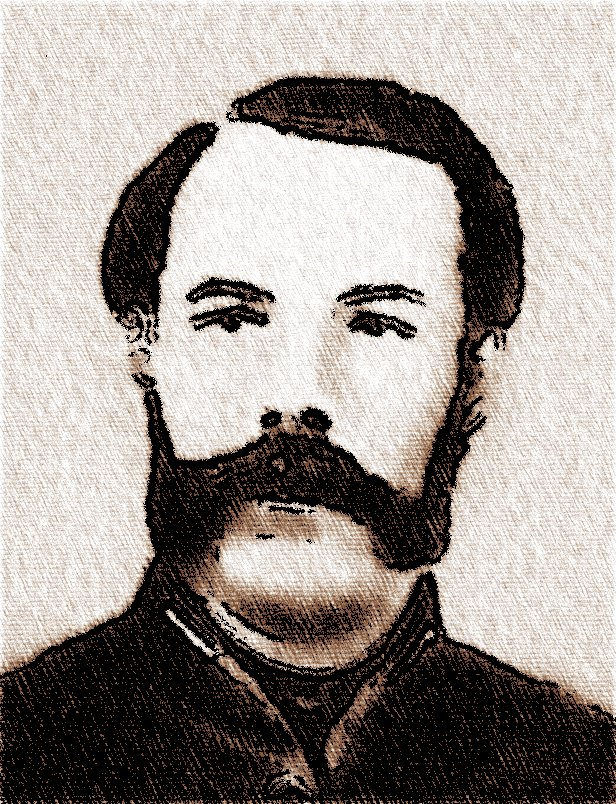
Laurindo Rabelo.

Laurindo José da Silva Rabelo fue un médico, profesor y poeta romántico brasileño nacido en Río de Janeiro el 8 de julio de 1826 y fallecido en la misma ciudad el 28 de septiembre de 1864.

## Biografía
Laurindo Rabelo nació en una familia pobre de ascendencia africana, hijo del miliciano Ricardo José da Silva Rabelo y su esposa Luisa Maria da Conceição. 
A pesar de sus humildes orígenes, superó las barreras sociales y pudo estudiar medicina. En primer lugar, sin embargo, asistió al Seminario de San José, también en Río de Janeiro, pensando en convertirse en sacerdote. Víctima de los prejuicios y la traición de sus colegas, decidió abandonar el internado. Anhelaba una carrera militar, dándose finalmente también por vencido. 
En la Facultad de Medicina de Río de Janeiro comenzó sus estudios, que concluyeron en Salvador de Bahía en el año 1856. 
Al año siguiente ingresó en el Cuerpo de Ejército de la Salud, destinado en Rio Grande do Sul, donde permaneció hasta 1863. En 1860 se había casado con Adelaida Luisa Cordero. De regreso a Río, enseñó en el curso de preparación de asignaturas de la escuela militar de historia, geografía y portugués. 
Le gustaba la vida bohemia, disfrutando de un gran talento satírico y capacidad de improvisación, haciendo composiciones y canciones populares – lo que le valió gran popularidad y el apodo de Poeta Lagarto - debido a su constitución ", delgado y larguirucho. 
Rabelo tuvo una muerte prematura por problemas de corazón, con solo treinta y ocho años de vida. 

## Obra

### Composiciones musicales
Rabelo se hizo famoso con la asociación João Luís de Almeida Cunha - conocido como Cunha dos Passarinhos.

### Literatura
Se unió a la llamada segunda fase del romanticismo brasileño. Cuando murió acababa de publicar un libro titulado Trovas, que se volvió a publicar después de su muerte, con la adición de otras obras, titulado Poemas.
- Trovas (1853);
- Tese apresentada à Faculdade de Medicina do Rio de Janeiro (1856);
- Poesias do dr. Laurindo da Silva Rabelo, coligidas por Eduardo de Sá Pereira de Castro (1867);
- Compêndio de gramática da língua portuguesa, adotado pelo Governo Imperial para o uso das escolas regimentais (1867; reed. em 1872);
- Obras completas (poesía, prosa e gramática) - organização, introdução e notas por Osvaldo Melo Braga (1946).